# Termofotovoltaico
La conversión de energía termofotovoltaica (TPV en inglés) es un proceso de conversión directa de calor diferencial a electricidad por medio de fotones. Un sistema termofotovoltaico básico consiste en un emisor térmico y un diodo de energía fotovoltaica.
La temperatura del emisor térmico varía según diferentes sistemas de los casi 900 °C a casi 1300 °C, aunque en principio los aparatos TPV pueden extraer energía de cualquier emisor con una temperatura que supere aquella del aparato fotovoltaico (se crea un motor térmico óptico). El emisor puede ser una pieza de un material sólido o una estructura especialmente manipulada. Una célula fotoeléctrica convencional es, de hecho, un aparato en el que el Sol funciona como emisor. La emisión térmica es la emisión espontánea de fotones debido al cambio de cargas eléctricas en el material. A temperaturas TPV normales, esta radiación está en su mayor parte en el infrarrojo cercano y frecuencia infrarroja. El diodo fotovoltaico puede absorber alguno de estos fotones radiactivos y convertirlo en un portador de carga libre, eso es electricidad.
Los sistemas termofotovoltaicos tienen pocas, si es que tienen alguna, piezas movibles y son por eso muy silenciosos y requieren poco mantenimiento. Estas propiedades hacen que los sistemas termofotovoltaicos sean adecuados para sitios lejanos y aplicaciones generadoras de electricidad portátiles. Sus propiedades de eficacia energética-gasto, sin embargo, suelen ser bastante pobres comparadas con otras tecnologías para generar electricidad. Las investigaciones actuales en el área tienen como objetivo aumentar la eficacia del sistema manteniendo un coste bajo. 
En el diseño de un sistema termofotovoltaico, es normal desear igualar las propiedades ópticas de la emisión térmica (longitud de onda, polarización electromagnética, dirección) con las características de conversión más eficientes de las células fotovoltaicas, ya que la emisión térmica bruta es la mayor fuente de ineficacia. Muchos grupos se centran en las células de antimoniuro de galio (GaSb). El germanio (Ge) también es válido. Muchas investigaciones y el desarrollo de los sistemas termofotovoltaicos, por tanto, se ocupan de métodos de control de las propiedades del emisor.
Muchos atribuyen la idea de este sistema al científico Pierre Aigrain (1956).
Las células termofotovoltáicas han sido propuestas a menudo como mecanismo auxiliar de conversión de energía para la regeneración de calor perdido en otros sistemas, como sistemas con turbina de vapor o células solares. 
Incluso se construyó un prototipo de coche termofotovoltaico. El "Viking 29" fue el primer automóvil termofotovoltaico del mundo, diseñado y construido por el Vehicle Research Institute (VRI) en la Universidad del Oeste de Washington.
La investigación termofotovoltaica es un área muy activa. Entre otros, el esfuerzo de desarrollo de la tecnología de conversión de radioisótopos de la Universidad de Houston se centra en combinar al mismo tiempo la célula termofotovoltaica con un termopar para proporcionar una mejora del 30% al 40% en la eficacia del sistema sobre los actuales generadores termoeléctricos de radioisótopos. 

## Origen
Los termofotovoltaicos son una clase de sistemas energéticos que se usan para convertir la energía térmica en energía eléctrica. Están formados por, al menos, un emisor y un conversor de energía fotovoltaica. Sin embargo, la mayoría de los sistemas termofotovoltaicos también incluyen componentes adicionales como concentradores, filtros y reflectores. El principio básico de operación es similar al de los fotovoltaicos (PV en inglés) tradicionales donde unión P-N se usa para absorber energía óptica, generar y separar electrones/ hueco de electrones, y al hacerlo convertir esa energía en potencia eléctrica. La diferencia es que la energía óptica no es generada directamente por el sol, sino por un material a alta temperatura (calentado el emisor), que causa la emisión de luz. De esta manera, la energía térmica se convierte en energía eléctrica.
Se puede calentar el emisor por luz solar o por combustión. En este sentido, los termofotovoltaicos proporcionan una gran versatilidad en combustibles. En el caso de termofotovolaicos solares, se necesitan concentradores extremadamente grandes para operaciones eficientes. 
Se pueden conseguir grandes mejoras en este concepto básico aprovechando los filtros o emisores selectivos para crear emisiones en un radio de longitud de onda reducido que es optimizado por el conversor fotovoltaico (PV) específico usado en el sistema. De esta manera, los termofotovoltaicos pueden superar una dificultad de los fotovoltaicos tradicionales, haciendo un uso eficiente del espectro solar completo. Para los emisores de cuerpo negro, los fotones con menos energía que la banda prohibida del conversor no pueden ser absorbidos para generar electrones/parejas de agujeros y son reflejados y se pierden o atraviesan la célula. Los fotones con energía superior a la banda prohibida pueden ser absorbidos, pero el exceso de energía, {\displaystyle \Delta G=E_{photon}-E_{g}} , se vuelve a perder, generando calor no deseado en la célula. En el caso de los termofotovoltaicos, puede haber casos similares, pero el uso de emisores selectivos (la emisividad por encima de una estrecha longitud de onda), o filtros ópticos que pasan solo una gama de longitud de onda y reflecta todas las demás, se puede usar para generar un espectro de emisión atómica gracias al conversor fotovoltaico. De esta manera, estos fotones no se pierden o se usan ineficazmente pues se aumenta de forma drástica la eficacia global del sistema. En el caso de los filtros reflectantes, el emisor debe ser capaz de absorber toda esta gama para usar eficazmente los fotones no convertidos.
Para lograr el rendimiento máximo, se deben convertir todos los fotones. Un proceso calificado como reciclaje de fotones se puede utilizar para lograrlo. Aquí los reflectores se colocan detrás del conversor y en cualquier sitio del sistema a donde los fotones no se puedan dirigir eficientemente hasta el colector. Estos fotones se devuelven al concentrador donde se pueden convertir, o al emisor donde se pueden reabsorber para generar calor y fotones adicionales. Un sistema termofotovoltaico ideal utilizaría fotones reciclados y una emisión selectiva para usar todo los fotones y permitir su óptima conversión.

## Rendimiento
Para comprender el beneficio total de los sistemas termofotovoltaicos, es útil una discusión sobre los principios de eficiencia en los termofotovoltaicos. El límite absoluto para la eficiencia en los termofotovoltaicos (y todos los sistemas que convierten la energía térmica en trabajo) es la eficiencia Carnot, la de un motor térmico ideal. Esta eficiencia se obtiene por:
{\displaystyle \eta =1-{\frac {T_{cell}}{T_{emit}}}}
donde Tcélula es la temperatura del conversor fotovoltaico. Para obtener los mejores valores razonables en un sistema práctico, Tcélula~300K and Temisión~1800, obteniendo un rendimiento máximo del 83%. Este límite establece el límite superior para la eficiencia del sistema. Con el 83% de eficiencia, toda la energía térmica se convierte en radiación por el emisor, que gracias a los fotovoltaicos se convierte luego en energía eléctrica sin pérdidas, como termalización o pérdidas óhmicas. En la máxima eficacia, también asumen que no hay variación de entropía, que solo es posible si el emisor y la célula están a la misma temperatura. Aun así, como un límite superior, es útil. Debido a la complejidad de los sistemas de termofotovoltaicos y las muchas fuentes de ineficiencia, los modelos más precisos para la eficiencia se vuelven muy complejos, pero una discusión sobre las diversas fuentes de ineficiencia que provocan que los sistemas reales estén muy por debajo de este límite merece la pena. 

### Emisores
Para el emisor, las desviaciones de la perfecta absorción de plomo y el perfecto comportamiento de cuerpo negro provocan pérdidas de luz. Para el caso de los emisores selectivos, cualquier luz emitida en longitudes de onda que no corresponda a la energía de banda prohibida del fotovoltaico no se puede convertir con eficiencia (por razones ya discutidas arriba) y acaba reduciendo el rendimiento. En particular, las emisiones asociadas a resonancias son difíciles de evitar por la longitud de onda de los infrarrojos lejanos, que son se pueden convertir. Lo ideal: un emisor no emitirá en este radio, y la energía se convertirá solo en longitudes de onda que sean fácilmente convertibles. 

### Filtros
Para emisores de cuerpo negro o emisores selectivos imperfectos los filtros son necesarios para reflejar longitudes de onda no ideales de vuelta al emisor. En la práctica, estos filtros son raramente perfectos. Toda luz que se absorbe o dispersa y no se redirige al emisor o el convertidor se pierde. Además, los filtros prácticos a menudo reflejan un pequeño porcentaje de la luz en la longitud de onda deseada o transmite la luz de longitudes de onda no ideal. Ambos pueden provocar ineficiencias.

### Conversores
Incluso para sistemas donde solo la luz de longitudes de onda se pasa al conversor, existen ineficacias relacionadas con recombinaciones no radiactivas y pérdidas óhmicas. Puesto que estas pérdidas pueden depender de la intensidad de la incidencia de la luz en la célula, los sistemas reales deben considerar la intensidad producida por una serie de condiciones (el material del emisor, filtro, temperatura de funcionamiento).

### Geometría
En un sistema ideal, el emisor estaría rodeado de conversores fotovoltaicos por lo que no se perdería luz. Sin embargo, en realidad, la geometría debe acomodarse a la energía de entrada (inyección de combustible o luz de entrada) usada para calentar el emisor. Además, los altos costos prohíben la colocación de los transformadores en todas partes. Cuando el emisor remite la luz, lo que no llegue al conversor se pierde. Se pueden utilizar espejos para redirigir parte de esta luz hacia el emisor, sin embargo, los espejos pueden tener sus propias pérdidas.

## La radiación de un cuerpo negro
Para entender algunas de las exigencias prácticas de los componentes de termofotovoltaicos reales, es útil mirar algunos números básicos. Hablaremos de los emisores de cuerpo negro donde se logra la recirculación de fotones gracias a los filtros. Sin embargo, se pueden aplicar conceptos similares a los emisores de emisión selectiva. La ley de Planck establece que un cuerpo negro emitirá luz con un espectro dado por:
{\displaystyle I'(\lambda ,T)={\frac {2hc^{2}}{\lambda ^{5}}}{\frac {1}{e^{\frac {hc}{\lambda kT}}-1}}}
donde I' es el flujo de la luz de una determinada longitud de onda, λ, expresadas en unidades de 1/m³/s. Aquí, h es la constant de Planck, k is la constant de Boltzmann, c es la velocidad de la luz, y Temit es la temperatura del emisor. Por tanto, el flujo de la luz con longitud de onda de un determinado radio puede encontrarse por encima del límite. La longitud de onda del pico está determinada por la temperatura, Temit, que se basa en la Ley de Wien:
{\displaystyle \lambda _{\mathrm {max|urlarchivo=http://web.archive.org/web/http://vri.etec.wwu.edu/pdf\%20files/v29paper.pdf|fechaarchivo=25denoviembrede2015} }={\frac {b}{T}}}
donde b es la constant del desplazamiento de Wien. Para la mayor parte de los materiales, la temperatura máxima a la que puede operar un emisor es de unos 1800 °C. Esto corresponde a una intensidad que alcanza el máximo en λ a unos 1600 nm o una energía de unos 0,75 eV. En unas temperaturas más razonables de 1200 °C, esto se reduce a unos 0,5 eV. Estas energías dictan el radio de banda prohibida necesario para conversores termofotovoltaicos prácticos (aunque el máximo de la energía espectral es algo mayor). Los materiales fotovoltaicos tradicionales como Si (1,1 eV) y GaAs (1,4 eV) son substancialmente menos prácticas para los sistemas termofotovoltaicos, puesto que la intensidad del espectro de un cuerpo negro es demasiado baja en esas energías para los emisores de temperaturas realistas.

## Componentes activos y Selección de materiales

### Emisores
La eficacia, la resistencia térmica y el coste son los tres factores principales a la hora de elegir el radiador para los termofotovoltaicos. La eficacia se determina por la energía absorbida en relación con la energía que entra. La capacidad de funcionar a altas temperaturas es un factor crucial porque la eficacia aumenta con temperatura. A medida que aumenta la temperatura del emisor, la radiación del cuerpo negro cambia longitudes de onda más cortas, lo que permite una absorción más eficiente por las células fotovoltaicas. Por último, el coste es una limitación importante en la comercialización de los termofotovoltaicos. 

#### El carburo de silicio policristalino
El carburo de silicio (SiC) policristalino es el emisor más común para el quemador termofotovoltaico. El SiC tiene estabilidad térmica hasta aproximadamente los 1700 °C. Sin embargo, el SiC irradia demasiada energía en longitud de onda larga, energía que está por debajo de la banda fotovoltaica más estrecha. Esta radiación, por su parte, no se convierte en energía eléctrica. Sin embargo, los filtros selectivos no absorbentes en frente del fotovoltaico, o los espejos colocados en la parte posterior del fotovoltaico se pueden usar para reflejar las longitudes de onda larga de vuelta al emisor, reciclando de esa manera la energía no convertida. Además, la fabricación del SiC policristalino es realmente barata, por lo que es una buena elección para aplicaciones comerciales.

#### Tungsteno
Metales refractarios suelen usarse como emisores selectivos para el quemador termofotovoltaico. El tungsteno es la elección más común. El tungsteno tiene una emisividad más alta en el radio infrarrojo cercano y visible, de 0.45 a 0.47, y una emisividad mínima de 0,1 a 0,2 en región infrarroja. El emisor tiene normalmente forma cilíndrica con la parte inferior sellada, que se puede considerar una cavidad. El emisor está unido a la parte posterior de un absorbente térmico como carburo de silicio y mantiene la misma temperatura. La emisión tiene lugar radio infrarrojo cercano y visible que puede ser fácilmente convertido por fotovoltaicos en energía eléctrica.

#### Óxidos de tierras raras
Los óxidos de tierras raras como el óxido de iterbio (Yb2O3) y el óxido de erbio (Er2O3) son los más usados como emisores selectivo para los termofotovoltaicos. Estos óxidos emiten una estrecha banda de longitudes de onda en las regiones del infrarrojo cercano, lo que permite la adaptación de los espectros de emisión para ajustarse mejor a las características absorbencia de una célula fotovoltaica particular. La máxima del espectro de emisión se produce en 1,29eV de Yb2O3 y 0,827eV de Er2O3. Como resultado, Yb2O3 se puede usar células fotovoltaicas de silicio y Er2O3, para GaSb o InGaAs. Sin embargo, el mínimo desajuste entre la máxima y la banda prohibida de la absorción da lugar a una pérdida de eficacia. Además, la emisión selectiva solo se vuelve significativa a los 1100 °C y aumenta con la temperatura, según la ley de Planck. A temperaturas de funcionamiento razonables (por debajo de los 1700 °C), las emisiones selectivas de óxidos de tierras raras es bastante bajo, lo que da lugar a una disminución de la eficacia. En la actualidad, solo se ha alcanzado el 13% de eficiencia con Yb2O3 células fotovoltaicas de silicio. En general, los emisores selectivos tienen un éxito limitado. Más a menudo filtros espectrales de control se utilizan con emisores de cuerpo negro para pasar las longitudes de onda que coinciden con la banda prohibida del fotovoltaico y reflejar las longitudes de onda que no coinciden de nuevo al emisor.

#### Cristales fotónicos
Un cristal fotónico es un tipo de material periódico nuevo que permite el control preciso de las propiedades de las ondas electromagnéticas. Estos materiales dan lugar a la banda prohibida fotónica (PBG en inglés). En el radio espectral de esta banda, las ondas electromagnéticas no se pueden propagar. El funcionamiento de estos materiales permite adaptar el emisor y las propiedades de absorción, lo que proporciona un diseño de emisores selectivos más efectivo. Estos emisores con máximas a más altas temperaturas que en las de los cuerpos negros (para temperaturas termofotovoltaicas prácticas) admiten conversores con una banda más ancha. Estos conversores son tradicionalmente más baratos de fabricar y menos sensible a la temperatura. Recientemente, los investigadores en el Laboratorio Nacional de Sandia han demostrado una alta eficacia (el 34% de la luz emitida desde un emisor selectivo PBG fue convertido en electricidad) en un sistema termofotovoltaico usando cristales fotónicos de tungsteno. Sin embargo, fabricar estos aparatos es difícil y no es possible comprarlos.

### Células fotovoltaicas

#### Silicio
Las investigaciones anteriores en TPV se centraban en el empleo de células fotovoltaicas de silicio. Su disponibilidad comercial, su coste extremadamente bajo, su escalabilidad y fácil fabricación hacen de este material un candidato muy atractivo. Sin embargo, la banda prohibida relativamente ancha del Si (1.1 eV) no es la adecuada para su uso con un emisor de cuerpo negro que funcione con bajas temperaturas. Cálculos basados en la ley de Planck, que describe el espectro del cuerpo negro en función de la temperatura, indican que las células fotovoltaicas de silicio (Si PV) solo serían factibles a temperaturas muy superiores a los 2000 K. Se ha demostrado que ningún emisor puede funcionar a estas temperaturas. Estas dificultades de ingeniería han llevado a la búsqueda de semiconductores fotovoltaicos con una banda prohibida más baja para la conversión del espectro del cuerpo negro.
Sin embargo, el empleo de radiadores selectivos con Si PV todavía es una posibilidad. Los radiadores selectivos eliminarían los fotones de energía alta y baja, reduciendo así el calor generado. De manera ideal, los radiadores selectivos no emitirían radiación por encima y por debajo del límite de banda del convertidor fotovoltaico (PV), aumentando de manera significativa el rendimiento de la conversión. En cualquier caso, hoy en día los emisores selectivos están lejos de ser perfectos. Por lo tanto, no se han desarrollado TPV con un buen rendimiento utilizando una Si PV.

#### Germanio
Las primeras investigaciones en semiconductores con banda prohibida baja se centraron en el germanio (Ge). El germanio tiene una banda prohibida de 0.66 eV, permitiendo que se transforme un porcentaje mucho mayor de radiación. Sin embargo, se ha observado un bajo rendimiento debido a que la masa efectiva del electrón es extremadamente alta. En comparación con los semiconductores III-V, una masa efectiva del electrón elevada conlleva una alta densidad de estados en la banda de conducción y, por lo tanto, a una densidad intrínseca de portadores alta. Por consiguiente, los diodos de germanio tienen corrientes oscuras que se desintegran rápidamente y, por lo tanto, un bajo voltaje en circuito abierto. Además, la pasivación de superficie del germanio es muy complicada. Por estos dos motivos, el germanio es un candidato poco probable para su uso en TPV.

#### Antimoniuro de galio
La célula PV de antimoniuro de galio (GaSb), inventada en 1989, es la base de la mayoría de células PV en los sistemas TPV modernos. El GaSb es un semiconductor III-V con una estructura de cristal cinc-blenda. La célula GaSb ha supuesto un desarrollo clave en el área de TPV debido a su banda prohibida estrecha de 0.72 eV. Esta circunstancia permite que el GaSb responda a la luz con longitudes de onda más largas que la célula solar de silicio convencional, posibilitando así densidades de energía más altas cuando se emplee junto a fuentes de emisión fabricadas por el hombre. Los inventores de Boeing, en 1989, hicieron una demostración de una célula solar con un rendimiento del 35% utilizando una PV de dos capas con GaAs y GaSb, estableciendo el récord mundial de rendimiento para una célula solar.
El proceso de fabricación de la célula GaSb PV es bastante sencillo. Las láminas Czochralski tipo-n con incrustaciones de telurio están disponibles en el mercado. La difusión con base de cinc (Zn) en vapor se lleva a cabo a temperaturas elevadas, de unos 450 °C, para que se pueda poner el barniz tipo-p. En último lugar, los contactos eléctricos frontales y traseros se basan en el uso de técnicas de fotolitografía tradicionales; también se pone un revestimiento antirreflectante. Se estima que el rendimiento de la corriente es de un 20% utilizando un espectro de cuerpo negro a 1000 °C. El límite de la radiación para la célula de GaSb en este sistema es del 52%, así que todavía se puede mejorar bastante.

#### Antimoniuro arseniuro de galio y de indio
El antimoniuro arseniuro de galio y de indio (InGaAsSb) es un semiconductor compuesto III-V. La adición de GaAs permite una banda prohibida más estrecha (de 0.5 a 0.6 eV) y, por lo tanto, una mejor absorción de longitudes de onda largas. De manera más específica, la banda prohibida se ha diseñado para 0.55 eV. Con esta banda prohibida, el compuesto alcanza una media ponderada de fotones con eficiencia cuántica interna del 79%, con un factor de relleno del 65% para un cuerpo negro a 1100 °C. Lo anteriormente expuesto es para dispositivos desarrollados con sustrato de GaSb con la técnica OMVPE. También se han desarrollado otros mecanismos con MBE y LPE. Las eficiencias cuánticas internas(IQE, en sus siglas en inglés) de estos dispositivos han sido excelentes. Las IQE de los mecanismos desarrollados con LPE se aproximan al 90% mientras que los dispositivos desarrollados con las otras dos técnicas exceden el 95%. El problema más importante de las células de InGaAsSb es la separación de fase. Las inconsistencias en la composición en todo el mecanismo son extremadamente perjudiciales para su rendimiento. Cuando se pueda evitar la separación de fase, las IQE y el factor de relleno del InGaAsSb se aproximan a los límites teóricos el las gamas de longitudes de onda cercanas a la energía de banda prohibida; sin embargo, el ratio Voc/Eg está lejos de ser el ideal. Mejorar este ratio a través del reciclaje de fotones y estructuras de células en serie podría ser el área en la que el rendimiento de este material se podría mejorar de manera significativa. Además, los métodos de fabricación actuales de PV de InGaAsSb son caros y su comercialización no es viable.

#### Arseniuro de galio y de indio
El arseniuro de galio y de indio (InGaAs) también es un semiconductor compuesto III-V. Su uso en las TPV se puede aplicar de dos maneras. Con un sustrato InP ajustado a un entramado reticular, el InGaAs tiene una banda prohibida de 0.74 eV, lo cual no es una mejora en el GaSb tradicional. Los dispositivos con esta configuración se han producido con un factor de relleno del 69% y un eficiencia del 15%. Sin embargo, para absorber fotones con longitudes de onda más altas, la banda prohibida se puede diseñar cambiando el ratio de In a Ga. La gama de bandas prohibidas para este sistema va desde 0.4 eV hasta 1.4 eV. Sin embargo, estas estructuras diferentes producen deformación con el sustrato InP. Este problema se puede controlar con capas graduadas de InGaAs con composiciones distintas; de esta manera, se puede desarrollar un dispositivo con una eficiencia cuántica del 68% y un factor de relleno del 68% desarrollado con epitaxia de haces moleculares. Este mecanismo también tiene una banda prohibida de 0.55 eV gracias a un compuesto de In0.68Ga0.33As. Los mecanismos InGaAs tienen la ventaja de ser un material que está bien desarrollado; también es posible ajustar el entramado reticular de manera perfecta con el Ge, teniendo como resultado densidades con defectos muy bajos. El empleo de Ge como sustrato supone una ventaja importante frente a otros sustratos más caros o más difíciles de producir.

#### Antimoniuro arseniuro fosfuro de indio
La aleación de 4 fases del InPAsSb se ha desarrollado con OMVPE y LPE. Al diseñarlo para ajustar el entramado reticular a InAs, tiene una gama de banda prohibida que va desde 0.3 hasta 0.55 eV. Los beneficios del sistema TPV con una banda prohibida tan baja no se han estudiado mucho. Por eso, las células que incorporan InPAsSb no se han optimizado y todavía no tienen un rendimiento y unas propiedades competitivos. La sensibilidad espectral más larga de una célula de InPAsSb estudiada fue de 4.3µm con una respuesta máxima a 3µm. A pesar de que este es un material muy prometedor para gamas de banda prohibida muy bajas, se tiene que desarrollar todavía más. Tanto para este como para otros materiales con una banda prohibida extremadamente baja, resulta difícil conseguir IQE altas para longitudes de onda largas, debido a un aumento en la recombinación Auger.

## Aplicaciones de las termofotovoltaicas
Las TPV pueden llegar a ser sistemas de energía eficientes y económicamente viables con aplicaciones tanto militares como comerciales. En comparación con otras fuentes de energía no renovables, los quemadores TPV emiten muy poco Nox y son prácticamente silenciosos. Por otro lado, las TPV solares son una fuente de energía renovable sin emisiones. Comparadas con las fotovoltaicas, las TPV tienen la ventaja de ser más eficientes debido al reciclaje de fotones que no se absorben. Sin embargo, la estructura de las TPV es más compleja y las pérdidas de energía en cada conversión pueden tener como resultado una menor eficiencia que la de las fotovoltaicas. Se deben desarrollar más el dispositivo de absorción/emisor y la célula PV para que se pueda convertir en una fuente de energía renovable. En cualquier caso, al contrario que las PV, cuando las TPV se utilizan con un quemador fuente proporcionan energía en función de la demanda y así no se necesita almacenar la energía. Además, las TPV gracias a la proximidad de la PV a la fuente de radiación, pueden generar densidades de corriente 300 veces superior a la de las PV convencionales.

### Aplicaciones gubernamentales

#### Energía portátil para el hombre
Con el aumento del uso de la electrónica en el campo de batalla, existe la necesidad de proporcionar fuentes de energía portátiles para el hombre. Los generadores diésel convencionales son demasiado pesados para su uso en el campo de batalla. La escalabilidad permite que las TPV sean más pequeñas y ligeras que los generadores convencionales; además, las TPV tienen pocas emisiones y son silenciosas, de manera que su aplicación táctica para el terreno es viable. El funcionamiento con multicombustibles es otro beneficio potencial para el futuro.
Las primeras investigaciones en TPV durante los años 70 demostraron que era imposible debido a las limitaciones de la PV. Sin embargo, el desarrollo de la fotocélula de GaSb en la década de los 90 produjo resultados excelentes. A principios de 2001, JX Crystals desarrolló para el Ejército un cargador de batería basado en TPV con un rendimiento de 230 W quemando propano. Este prototipo utilizaba un emisor de SiC que funcionaba a 1250 °C y fotocélulas de GaSb, y tenía una altura aproximada de 0.5 m. La fuente de energía tenía una eficiencia de 2,5%, calculado por el ratio de energía térmica generada por la quema de combustible. Esta eficiencia es demasiado baja para el campo de batalla, así que para aumentarla, se necesita desarrollar emisores con una banda más estrecha y subir la temperatura del quemador. Para poder llevar esto a cabo, se deben tomar otro tipo de medidas, como enfriamiento por agua o ebullición por refrigerante.
Aunque se han probado con éxito muchos prototipos, no se han desarrollado fuentes de energía móviles para su uso por parte de las tropas o su implantación en el campo de batalla. Se deben producir más avances en la resistencia de los componentes y en el sistema térmico, para que se renueve el interés por el uso de fuentes de energía portátiles con vistas a su empleo en el campo de batalla.

#### Naves espaciales
Se necesitan sistemas generadores de energía para las naves espaciales que proporcionen energía que no requiera el almacenamiento de grandes cantidades de combustible. Así, los carburantes solares y los de radio-isótopos ( densidad de energía y duración extremadamente altas) son fuentes ideales de energía. Se ha propuesto que las TPV sean fuentes de conversión para ambas. En el caso de la energía solar, las naves espaciales pueden ser una mejor localización para los concentradores grandes y pesados que requieren las TPV. Sin embargo, debido a que el peso es una consideración importante y a la falta de eficiencia asociada al complejo diseño de las TPV, las PV convencionales serán mucho más eficaces para estas aplicaciones. Pero si se mejora la eficiencia de los componentes individuales, hasta el punto de que las TPV puedan ofrecer eficiencias de conversión más elevadas que las de las PV gracias al reciclaje de fotones, entonces podrán resultar útiles para la conversión solar en el espacio.
Puede que sea más interesante el uso de TPV para la conversión de energía de radio-isótopos. Los isótopos proporcionan energía térmica, así que son óptimos en este sentido. Anteriormente, la energía termoeléctrica (Tes) (conversión térmica a eléctrica sin partes móviles) se había empleado frente a las TPV debido a las eficiencias tan bajas comparadas con ~10% de Tes. También se tuvieron en cuenta los motores Stirling, pero daban problemas de fiabilidad, algo inaceptable en las misiones espaciales, a pesar de las mejoras en las eficiencias de conversión (> 20% demostrado).
Sin embargo, las TPV pueden llegar a ser una buena solución gracias a los avances en la banda prohibida pequeña de las PV, que son cruciales para un funcionamiento eficaz. Recientemente, se ha experimentado con un convertidor TPV de radio-isótopos con eficiencia ~20%, que utilizaba un emisor Tungsten calentado a 1350 K, con filtros en serie y un convertidor PV InGaAs (enfriado a la temperatura ambiente). Alrededor del 30% de la energía perdida se debía a la cavidad óptica y a los filtros. 
Sin embargo el espacio ofrece un desafío sin igual para los sistemas TPV. El funcionamiento del convertidor a bajas temperaturas es muy importante para la eficiencia de la TPV. Para los convertidores PV una temperatura elevada aumenta de manera sustancial la corriente oscura, reduciendo la eficiencia global. Para todos los sistemas TPV el convertidor se calentará con la radiación del emisor. En el caso de los sistemas terrestres, parece razonable disipar este calor sin usar energía adicional; lo que se hará en este caso es disipar el calor del convertidor. Pero el espacio es un sistema aislado, y estos métodos de disipación de calor no son prácticos. Por lo tanto, es fundamental desarrollar soluciones innovadoras para extraer ese calor u optimizar células TPV que puedan funcionar de manera eficiente con convertidores a altas temperaturas. Ambos métodos representan un desafío considerable. A pesar de lo anterior, las TPV ofrecen posibilidades de futuro en los vuelos espaciales.

### Aplicaciones comerciales

#### Generadores aislados de la red
Muchos hogares, tanto en Norteamérica como en otros países desarrollados, están situados en regiones remotas que no están conectados a la red de suministro energético. Las extensiones lineales de energía son muy caras y poco prácticas. Las TPV pueden proporcionar un suministro continuo de energía en hogares aislados de la red. Por otro lado, las PV tradicionales no proveerían de energía suficiente durante los meses de invierno y por las noches, cuando la energía solar es mínima, mientras que las TPV pueden utilizar combustibles alternativos para aumentar la producción solar.
La ventaja más importante de los generadores TPV es la cogeneración de calor y energía. En climas fríos, puede funcionar como calentador o estufa o como generador de energía. JX Crystals ha desarrollado un prototipo de caldera y generador TPV; utiliza gas natural, un emisor fuente que funciona a 1250 °C y una fotocélula de GaSb que produce 25.000 BTU/h y genera 100 W al mismo tiempo. Sin embargo, se deben reducir los costes de manera significativa para que su comercialización sea viable.
Cuando se emplea un horno como generador y calentador, se le llama Calor y Energía Combinados (CHP, en sus siglas en inglés). Existen muchas teorías sobre el TPV CHP, pero según una estimación económica reciente, es más rentable el generador que usa refrigerante de ebullición. El CHP propuesto utilizaría un emisor SiC IR que funciona a 1425 °C y fotocélulas de GaSb enfriadas con refrigerante de ebullición. El TPV CHP produciría 85.000 BTU/h y generaría 1.5 kW. La eficiencia estimada sería de 12,3% y la inversión de 0,08 eur/kWh ,siempre y cuando el horno dure 20 años. El coste estimado para otros CHP que no sean TPV es de : 0,12eur/kWh para motor CHP de gas, y 0,16 eur/kWh para células CHP de carburante. Este tipo de horno propuesto no se ha desarrollado porque el mercado para la generación de energía aislada de la red es muy pequeño, y no hay financiación disponible para desarrollar el sistema PV GaSb de líquido de ebullición enfriado.

#### Vehículos de recreo
Se ha propuesto el uso de TPV para vehículos de recreo. Con la llegada del híbrido y de otros vehículos con motor eléctrico, los generadores eléctricos se han vuelto más interesantes. En particular, la versatilidad de las TPV para la elección del tipo de carburante y la posibilidad de utilizar fuentes multicombustibles hace que sean muy interesantes, dado que hoy en día se están investigando los combustibles que sean sostenibles. Sin embargo, las temperaturas del emisor requeridas para obtener eficiencias prácticas convierten en poco probable el uso de TPV a esta escala.